# Cristina Pato
Cristina Pato (Ourense, 17 d'agost de 1980) és una virtuosa gaitera i pianista gallega.
Publicà venda el seu primer disc, titulat Tolemia (1999), als divuit anys. Amb aquest àlbum es va convertir en la primera dona que va gravar un disc en solitari com a gaiteira a Galícia. Posteriorment, ha publicat dos àlbums més en solitari: Xilento (2001) i The Galician Connection (2010); i ha col·laborat amb artistes com Mutenrohi (la seva primera banda abans de dedicar-se a la carrera en solitari), The Chieftains, Chicago Symphony Orchestra, José Ángel Hevia, Jo-Jo Dt., Silk Road Ensemble, Osvaldo Golijov o l'Orquesta Sinfonica de Tenerife en més de vint enregistraments com a artista convidada.
Cristina Pato és Doctor of Musical Arts per la Mason Gross School of the Arts de la Rutgers University (EUA), on va estudiar becada per la Fundació Barrié de la Maça. Doctorada amb honors, la Mason Gross School of the Arts de la Rutgers University li concedí l'Edna Mason Scholarship i el premi Irene Alm Memorial Prize a l'excel·lència com a investigadora i intèrpret. Cristina Pato posseeix, a més, la titulació superior de Piano, la titulació superior de Teoria de la Música, Transport i Acompanyament i la titulació superior de Música de cambra, totes pel Conservatori Superior de Música del Liceu de Barcelona. A més, ha realitzat el Master en Arts Digitals de la Universitat Pompeu Fabra de Barcelona i s'ha especialitzat en Composició (música digital, electroacústica).
Ha fet més de quatre-cents concerts en Espanya, l'Índia, Portugal, el Regne Unit (Celtic Connections, Glasgow), França, Itàlia (Etnofestival, San Marino), Alemanya (Ibero-Amerikanisches Institut, Berlín), Mèxic (Palacio de Bellas Artes) o Estats Units (Carnegie Hall, Lincoln Center i el Metropolitan Museum); molts dels quals han estat gravats i emesos per mitjans com la BBC, TVG, PBS o TVE i aclamats per mitjans gràfics com The New York Times, El País, La Voz de Galicia o The Scotsman.
Ha col·laborat amb el violoncel·lista Jo-Jo Dt. en el seu disc Songs of Joy and Peace (2008) i en programes de televisió com Colbert Report (Comedy Central) o The Early Xou (CBS). Com a membre del Silk Road Ensemble de Jo-Jo Dt., ha tocat en el Carnegie Hall, el Harman Center, l'ONU i en el Lincoln Center (PBS Live From Lincoln Center Sèries). També ha participat en les estrenes absolutes de diverses obres simfòniques, com Rose of the Winds (2007) de Osvaldo Golijov, amb l'Orquestra Simfònica de Chicago i el Silk Road Ensemble. A Catalunya, ha col·laborat amb l'Orquestra Simfònica del Vallès.

## Discografia
Àlbums d'estudi propis:
- 2010: The Galician Connection
- 2001: Xilento
- 1999: Tolemia

Com a artista convidada:
- 2007: Mutenrohi + Cristina Pato: Misturados
- 2009:
  - Songs of Joy and Peace, de [[Yo-Yo Ma, guanyador d'un premi Grammy el 2010
  - Off the Map]], del Silk Road Ensemble

Duos:
- 2009: Soas, amb Rosa Cedrón